# Jan Vašíček
Jan Vašíček (* 21. prosince 1973 Praha) je český politik a ekonom, od června 2013 radní hlavního města Prahy, v letech 2010 až 2014 zastupitel hlavního města Prahy, člen TOP 09.

## Studium
Po absolvování Střední průmyslové školy elektrotechnické Františka Křižíka v Praze (1992, obor elektroenergetika) pokračoval ve studiu na Soukromé obchodní akademii zaměřené na účetnictví, ekonomii a jazyky (1992–1994). Následně absolvoval bakalářský program Podnikání a administrativa na České zemědělské univerzitě v Praze (1997–1999). V roce 2006 po dvouletém distančním magisterském studiu na Vysoké škole finanční a správní promoval v oboru „Veřejná správa“. Následně odcestoval do Kanady na dva měsíce studovat anglický jazyk.

## Profesní kariéra
Před nástupem jednoleté vojenské služby krátce pracoval jako elektromontér (1994). Další rok sbíral zkušenosti v rodinné firmě. V roce 1997 založil společnost VANAP–obchod s.r.o. Od roku 2000 pracoval ve společnosti Realbohemia a.s.. V roce 2002 nastoupil do společnosti Marimex. V letech 2005 až 2007 působil ve firmě v oblasti bezpečnostního poradenství a zároveň podnikal jako OSVČ. Od února 2007 nastoupil na pozici výkonného ředitele (později jako Operations Manager) ve společnosti VALUE ADDED, a.s., Praha 1, která se zabývá ekonomickým a právním poradenstvím.

## Politická kariéra
V roce 2000 vstoupil do ODS. Byl zvolen do zastupitelstva Prahy 11 (za ODS). V letech 2002–2006 a působil v letech 2002-2005 jako zástupce starostky pro finance, dopravu a životní prostředí. V roce 2009 z důvodu nepřijatelných praktik vedení ODS na Jižním Městě z této strany vystoupil. Jak se později ukázalo, byl v té době spolu s dalšími politiky nezákonně sledován.
Na politiku nezanevřel a stal se spoluzakladatelem Regionální organizace TOP 09 Praha 11, v níž působil jako místopředseda Regionálního výboru (dodnes je jeho členem). V roce 2010 byl v komunálních volbách zvolen v obvodě č. 7 do Zastupitelstva hl. m. Prahy a po uzavření koalice s ODS se stal předsedou Výboru pro hospodářskou politiku a informatiku. Do rady HMP byl zvolen 20. 6. 2013, od 12. prosince 2013 zodpovídá za odbor informatiky.
V roce 2013 kandidoval za TOP 09 na nevolitelném místě do Poslanecké sněmovny Parlamentu ČR.
V komunálních volbách v roce 2014 se pokoušel za TOP 09 obhájit mandát zastupitele hlavního města Prahy, ale neuspěl. Nedostal se ani do Zastupitelstva Městské části Praha 11.

## Působení v politice
Zaměřuje se na problematiku stabilizace rozpočtů a přípravu pravidel transparentního a efektivního hospodaření s veřejnými prostředky.